# District de Nishiyatsushiro
Le district de Nishiyatsushiro (西八代郡, Nishiyatsushiro-gun) est un district de la préfecture de Yamanashi au Japon.
Au 1er février 2014, sa population était de 16 235 habitants pour une superficie de 75,07 km2.

## Commune du district

### Communes actuelles
- Ichikawamisato

### Anciennes communes
- Ichikawadaimon (1878-2005) --> Voir Ichikawamisato
- Mitama (1954-2005) --> Voir Ichikawamisato
- Rokugō (1951-2005) --> Voir Ichikawamisato
- Shimobe (1954-2004) --> Voir Minobu
- Tomisato (1878-1954) --> Voir Minobu